# Somera hollowayi
Somera hollowayi är en fjärilsart som beskrevs av Alexander Schintlmeister. Somera hollowayi ingår i släktet Somera och familjen tandspinnare. Inga underarter finns listade i Catalogue of Life.